# Dmitri Novak
Bản mẫu:Eastern Slavic name
Dmitri Anatolyevich Novak (tiếng Nga: Дмитрий Анатольевич Новак; sinh ngày 25 tháng 2 năm 1996) là một cầu thủ bóng đá người Nga. Anh thi đấu cho FC Kuban-2 Krasnodar.

## Sự nghiệp câu lạc bộ
Anh có màn ra mắt tại Giải bóng đá chuyên nghiệp quốc gia Nga cho F.K. Krasnodar-2 vào ngày 29 tháng 9 năm 2013 trong trận đấu với FC Dagdizel Kaspiysk.